# توبکتومی
توبکتومی یا عقیم‌سازی لوله‌ای (به انگلیسی: tubectomy)، بستن یا قطع مجاری فالوپ در زنان را توبکتومی گویند.

توبکتومی می‌تواند به وسیله برش، خشک کردن یا کوتر کردن، بکار بردن گیره، باند سیلیکونی یا بستن لوله‌های فالوپ، انجام گیرد.
این عمل هیچ تأثیری در قاعدگی و میل جنسی و یائسگی ندارد زیرا تخمدانها فعال هستند.

## عوارض
احتمال خونریزی ازمحل بخیه‌ها، عفونت محل عمل و بسیار به ندرت (بخصوص در موارد تکنیک غلط جراحی) برقراری مجدد ارتباط رحم با تخمدان و احتمال بارداری.